# Viola unwinii
Viola unwinii är en violväxtart som beskrevs av Wilhelm Becker. Viola unwinii ingår i släktet violer, och familjen violväxter. Inga underarter finns listade i Catalogue of Life.